# Periaeschna zhangzhouensis
Periaeschna zhangzhouensis är en trollsländeart som beskrevs av Xu 2007. Periaeschna zhangzhouensis ingår i släktet Periaeschna och familjen mosaiktrollsländor. Inga underarter finns listade i Catalogue of Life.